# Волощук Григорій Парфенович
Волощук Григорій Парфенович (٭1.08.1928, с. Цибулівка Ободівського (нині Тростянецького) району Вінницької обл. — † 6.06.1970, там само) — художник, філолог, дисидент, політв'язень (1952-56).

## Біографія
Походив з родини подільських хліборобів. Батько та старший брат Тимофій загинули у лавах совєтської армії вже наприкінці другої світової війни. Мати, Тетяна Авксентіївна з Скольських, тяжко бідувала з двома синами. 1947 р. була засуджена Ободівським нарсудом до штрафу в розмірі 100 крб. за несплату податків, померла 1982 р. Серед родичів Г. Волощука в 30-х роках були репресовані: брат матері Скольський Наум Авксентійович, колгоспний бухгалтер, та двоюрідний брат батька Волощук Юстин Северинович, голова колгоспу на час арешту. Цей останній, як з'ясувало слідство 1937 року, у 1918—1919 рр. юнаком неповних двадцяти років служив у Петлюрівській армії. Волощук у 1945 році закінчив 7 класів Цибулівської СШ і тоді ж вступив до Київського училища прикладного мистецтва, яке закінчив з «червоним дипломом» за фахом «художня кераміка». Його дипломна робота «Керамічний декоративний фонтан для колгоспного парку культури і відпочинку» за неперевіреними переказами якийсь час стояла біля корпусу училища на території Києво-Печерської лаври, а згодом був проданий за кордон. 1950 року поза конкурсом зарахований на українське відділення філологічного факультету Київського університету ім. Т. Шевченка. Того року на філологічний факультет було прийнято ще двох Волощукових колег по училищу (Михайла Дейнеку, Василя Щербака): планувалося створити мистецькознавчу групу. На ґрунті неприйняття антиукраїнської політики совєтського режиму, сталінського культу Волощук близько сходиться зі своїми однокурсниками Миколою Адаменком і Ростиславом Доценком.Останній довірливо знайомить друзів з забороненою режимом літературою, до якої мав доступ сам (творами Михайла Грушевського, Бориса Грінченка, Володимира Винниченка, Сергія Єфремова, Миколи Куліша, Євгена Маланюка, Валеріана Підмогильного, Миколи Хвильового та ін.) 
Волощук вже в ті часи мав відвагу не приховувати свого «інакодумства». Він розкуто, виклично, ризиковано, як на ті часи післявоєнних кампаній «пильності», поводить себе в середовищі колег-студентів та з викладачами. Гострий розумом і на язик, комунікабельний, досить імпульсивний, він рано мав привернути до себе увагу блюстителів режиму. М. Адаменко, який жив з Г. Волощуком в одній кімнаті університетського гуртожитку на Солом’янці, а згодом у Боярці,  у своєму мемуарному нарисі «На хисткій кладці через безодню» розповідає як демонстративно-зневажливо поводився той з настільною книгою «советского человека», «радянським Євангелієм»: «ЙОСИФ ВІССАРІОНОВИЧ СТАЛІН. Коротка біографія»; не залишилося непоміченим його малювання тризуба, карикатур на Сталіна. Один з викладачів, Микола Малина, ймовірно, на вимогу відповідних інстанцій 18.05.52 р. подає відгук-рецензію на курсову роботу Г. Волощука "Повість Т. Шевченка «Близнецы». В рецензії є такі слова: «Ще під час семінарських занять Волощук заявив, що приєднання України до Росії 1654 р. було явищем не прогресивним, оскільки, мовляв, у Росії був самодержавний лад, а в Україні гетьмана обирав народ. І що Шевченко нібито був противником такого приєднання, за що й осудив Б. Хмельницького». Цю курсову роботу студента Г. Волощука начальник спецчастини КДУ ім. Т. Шевченка О. Єлізаров за актом від 16.12.52 р. передав співробітникові Міністерства держбезпеки УРСР підполковнику М. Шишкіну. На слідстві фігурував ще Волощуковий реферат «Художні особливості українських народних дум». (За кримінальною особовою справою № 149919 в трьох томах). В листопаді 1952 року працівники міністерства держбезпеки зробили невдалу спробу завербувати в інформатори Миколу Адаменка. Майже добу (з ночівлею) протримали вони його в кабінетах на «Короленка 33». Незважаючи на відібране в нього «зобов’язання про нерозголошення», Микола попередив друзів про заходи дебістів. Г. Волощука арештовують 29 грудня 1952 року, М. Адаменка — 18 січня 1953, Р. Доценка — 14 лютого 1953.
До слідства було втягнуто багатьох студентів, колег заарештованих. Безперечно, смерть Сталіна 5 березня 1953 року, що започаткувала затяжну Хрущовську «відлигу», певною мірою пом’якшила  наслідки слідства. Адже в квітні вже було реабілітовано кремлівських «лікарів-отруйників», офіційне повідомлення про їх «викриття» було опубліковане 13 січня того року. «Ворожу групу студентів» не розширили поза коло цих трьох головних осіб. Хоча справа набула певного розголосу принаймні у стінах університету. Від квітня до жовтня 1953 р. університетська газета «За радянські кадри» у семи номерах прямо чи завуальовано згадує про «надзвичайну подію» на третьому курсі філфаку, «викриває недоліки ідеологічно-виховної роботи» й на інших факультетах, зокрема журналістики. Протягом цієї кампанії «підвищення пильності» було тією чи іншою мірою покарано низку студентів і викладачів. М. Малинку через якийсь час було звільнено з роботи в університеті.
Суд «над ворожою групою» відбувся у травні 1953 року; за ст. 54-10 ч. ІІ і 54-11 КК УРСР Г. Волощук  та М. Адаменко дістають терміни по 10 років позбавлення волі із обмеженням прав на 3 роки, Р. Доценко — 8 років з конфіскацією 
майна. За  спогадом М. Адаменка на суді один із свідків, Олександр Стаєцький, робив спробу відмовитися від показань, даних ним на попередньому слідстві.

Григорій Волощук, автопортрет, папір, чорнило, олівець,1956 р.

Покарання Г. Волощук відбував у таборі на Ухтимі (північний Урал, Молотовська область, тепер Пермський край РФ). Неподалік в тій же області в Ниробських таборах карався М. Адаменко. На початку 1954 р. в Ниробських таборах відбувся страйк  через публічне побиття начальником одного з в’язнів. Після придушення страйку його учасників розосереджували по інших таборах. Так М. Адаменко влітку 1954 р. опинився в Ухтимських таборах, де зустрівся з Г. Волощуком. За спогадами М. Адаменка можна зафіксувати наступні події Волощукового життя в таборах. Спочатку Волощук працював на лісоповалі. Тоді у нього сталося гостре запалення апендициту, необхідна була термінова операція, але хірурга в ухтимському таборі не було. Порятував Волощука один з в’язнів-прибалтійців, що мав фах хірурга. Операцію було зроблено без знеболюючих. Після одужання Григорій почав працювати нормувальником, досконало опанував цю роботу, незабаром був розконвойований. Ось цитата зі спогадів М. Адаменка: «Після одужання Гриць опинився в ролі нормувальника. І за короткий час блискуче опанував ту професію, так що до нього приїздили на консультації навіть нормувальники-вільняжки. А одного разу Гриця, тоді вже розконвойованого (пропускника) повезли на якийсь там семінар. Увечері для учасників організували застілля. Котрийсь вірнопідданий “патріота” виголосив тост: “За Сталіна!”, Гриць підхопився і з властивою йому гарячкуватістю випалив “Я за ту грузинську проститутку пити не буду!” Не знаю, як саме, але Грицеві якось вдалося уникнути кари за отой свій вибух...» З часом Волощука й Адаменка було переведено з Ухтимського на Пармське «відрядження», а згодом ще на інше, де Волощук був керівником бригади, що будувала високовольтну лінію електропередачі.  
Влітку 1956 р. Волощук і Адаменко були звільнені достроково за амністією і разом поверталися домів. А їхній подільник Доценко того ж 1956 р. в Кунєєвських таборах був засуджений по справі «Група революційних марксистів» на додаткових 7 років таборів. 
Амністовані не були реабілітовані, у виданих їм паспортах стояв «код неблагонадійності», що надзвичайно утруднювало їм нормалізацію життя у «великій зоні». У 1957 р. Волощуку після довгих поневірянь з працевлаштуванням поталанило прописатись у приміській зоні Києва (с. Борова Фастівського району, коло заліз. станції Мотовилівка). Відтоді він до 1963 р. працює у Києві ліпником у будівельному тресті на відновленні Інституту шляхетних дівчат (Жовтневий палац культури), художником-реставратором у Київських реставраційних майстернях (на роботах в Софії Київській, Кирилівській церкві, Бахчисарайському палаці), на Київській фабриці художніх виробів. В 1963 р. після повернення з таборів Р. Доценка троє колишніх подільників за щасливого збігу обставин поновлюються на навчанні в КДУ. 1965 року вони одержують дипломи, Волощукова дипломна робота була присвячена творчості Василя Стефаника. Близько року Григорій за скеруванням працював учителем української словесності на Луганщині (селище Новоолександрівка Краснодонського р-ну). «Вписатися» до педагогічного колективу на Донбасі в Григорія не було шансів. Шкільне начальство радо позбулося столичного вчителя «за його власним бажанням», і вже 1966 р. він повертається до Києва. Того ж року одружується з Риммою Мотрук, яка  певний час працювала  в одній установі з Надійкою Світличною і товаришувала з нею. Г. Волощук долучається до резонансних акцій шістдесятників, Клубу творчої молоді (мітинги коло пам’ятника Т. Шевченкові, І. Франкові, зібрання на ювілеї українських письменників тощо). Він перебуває під щільним наглядом органів безпеки. Не маючи постійного осідку, живе то в Києві, то в Цибулівці.  В рідному селі малює ікони для церкви, портрети односельців. Набута ще в студентські роки виразкова хвороба без належного лікування прогресує. Прорив виразки стався на початку червня 1970 року серед ночі в рідному селі, до лікарні в сусідній Ободівці (колишньому райцентрі) його допроваджують наступного дня на возі по труській дорозі, але вже запізно - місцеві лікарі не спромоглися порятувати його.  
Волощук став праобразом одного з героїв (Віктор Бондаренко)  автобіографічного роману «Закон — тайга» Миколи Адаменка (2001), який також чимало рядків присвятив йому в поемі «Знак доби» (1993). Іменем В. названо вулицю в центрі рідного села, а на стіні сільради встановлено йому меморіальну дошку (2004). 